# Unione Sportiva Avellino 1988-1989
Questa voce raccoglie le informazioni riguardanti l'Unione Sportiva Avellino nelle competizioni ufficiali della stagione 1988-1989.

## Stagione
Nell'estate del 1988 l'Avellino appena retrocesso in Serie B corre il serio rischio di non iscriversi al campionato. Alla fine delle trattative una nuova proprietà rileva la società ed il nuovo presidente è Pierpaolo Marino. Ad iscrizione avvenuta, in fretta e furia viene allestita una squadra che, nonostante la convulsa costruzione, si dimostra competitiva, mantenendosi nel gruppetto delle formazioni che si giocano uno dei quattro posti validi per la promozione in Serie A.
La squadra irpina raccoglie 41 punti e manca la promozione per soli 3 punti di ritardo, rispetto alla Cremonese promossa nella massima serie. Nella Coppa Italia l'Avellino disputa prima del campionato, il sesto girone della prima fase, nel quale raccoglie due pareggi e tre sconfitte, passano alla seconda fase il Pisa, la Fiorentina e l'Ancona.
I due cannonieri di questa stagione biancoverde sono Luigi Marulla autore di 10 reti e Paolo Baldieri con 6 centri.

## Rosa

Luigi Marulla, alla seconda e ultima esperienza con gli irpini, si impose quale migliore marcatore stagionale della squadra con 10 reti.

| N. |                   | Ruolo | Calciatore                        |
| -- | ----------------- | ----- | --------------------------------- |
|    | Italia (bandiera) | P     | Carmine Amato                     |
|    | Italia (bandiera) | P     | Mariano Coccia                    |
|    | Italia (bandiera) | P     | Nicola Di Leo                     |
|    | Italia (bandiera) | P     | Gennaro Pescatore                 |
|    | Italia (bandiera) | D     | Roberto Amodio (capitano)         |
|    | Italia (bandiera) | D     | Eduardo Imbimbo                   |
|    | Italia (bandiera) | D     | Carmelo La Spada                  |
|    | Italia (bandiera) | D     | Paolo Mastrantonio                |
|    | Italia (bandiera) | D     | Luca Moz                          |
|    | Italia (bandiera) | D     | Giacomo Murelli                   |
|    | Italia (bandiera) | D     | Carlo Perrone                     |
|    | Italia (bandiera) | D     | Paolo Siroti                      |
|    | Italia (bandiera) | C     | Salvatore Bagni                   |
|    | Italia (bandiera) | C     | Alessandro Bertoni (vicecapitano) |
|    | Italia (bandiera) | C     | Mauro Boccafresca                 |
|    | Italia (bandiera) | C     | Costanzo Celestini                |

| N. |                   | Ruolo | Calciatore              |
| -- | ----------------- | ----- | ----------------------- |
|    | Italia (bandiera) | C     | Vincenzo Cerbone        |
|    | Italia (bandiera) | C     | Giovanni Cucca          |
|    | Italia (bandiera) | C     | Luigino Dal Prà         |
|    | Italia (bandiera) | C     | Angelo Ferraro          |
|    | Italia (bandiera) | C     | Marco Lo Pinto          |
|    | Italia (bandiera) | C     | Danilo Pileggi          |
|    | Italia (bandiera) | C     | Matteo Siniscalco       |
|    | Italia (bandiera) | C     | Adolfo Sormani          |
|    | Italia (bandiera) | C     | Stefano Strappa         |
|    | Italia (bandiera) | C     | Domenico Villano        |
|    | Italia (bandiera) | A     | Paolo Baldieri          |
|    | Italia (bandiera) | A     | Cosimo Francioso        |
|    | Italia (bandiera) | A     | Libero Daniele Manfredi |
|    | Italia (bandiera) | A     | Luigi Marulla           |
|    | Italia (bandiera) | A     | Eduardo Raimo           |

## Risultati

### Serie B

#### Girone di andata
| Arbitro: | Monni (Sassari) |

|                           |           |           |
| A. Bertoni 5’ Marulla 85’ | Marcatori | 46’ Lerda |

| Udine 18 settembre 1988 2ª giornata | Udinese           | 0 – 0 referto | Avellino | Stadio Friuli\| Arbitro: \| Dal Forno (Ivrea) \| |
| Arbitro:                            | Dal Forno (Ivrea) |               |          |                                                  |

| Arbitro: | Amendolia (Messina) |

|            |           |  |
| Marulla 3’ | Marcatori |  |

| Avellino 2 ottobre 1988 4ª giornata | Avellino           | 0 – 0 referto | Reggina | Stadio Partenio\| Arbitro: \| Acri (Novi Ligure) \| |
| Arbitro:                            | Acri (Novi Ligure) |               |         |                                                     |

| Arbitro: | Nicchi (Arezzo) |

|                               |           |            |
| Apolloni 52’ Giandebiaggi 85’ | Marcatori | 7’ Marulla |

| Arbitro: | Iori (Parma) |

|                 |           |  |
| Boccafresca 56’ | Marcatori |  |

| Arbitro: | Coppetelli (Tivoli) |

|                        |           |  |
| Nappi 80’ Briaschi 85’ | Marcatori |  |

| Arbitro: | Satariano (Palermo) |

|             |           |             |
| Marulla 87’ | Marcatori | 47’ Lentini |

| Arbitro: | Nicchi (Arezzo) |

|  |           |              |
|  | Marcatori | 90’ Baldieri |

| Arbitro: | Ceccarini (Livorno) |

|             |           |  |
| Pileggi 56’ | Marcatori |  |

| Arbitro: | Fabricatore (Roma) |

|                                |           |             |
| Ciocci 22’ Simonini 72’ (rig.) | Marcatori | 58’ Marulla |

| Arbitro: | Trentalange (Torino) |

|               |           |                   |
| Francioso 55’ | Marcatori | 11’ (rig.) Baiano |

| Arbitro: | Sguizzato (Verona) |

|             |           |  |
| Mossini 18’ | Marcatori |  |

| Arbitro: | Calabretta (Catanzaro) |

|             |           |  |
| Pileggi 62’ | Marcatori |  |

| Bari 18 dicembre 1988 15ª giornata | Bari             | 0 – 0 referto | Avellino | Stadio della Vittoria\| Arbitro: \| Cornieti (Forlì) \| |
| Arbitro:                           | Cornieti (Forlì) |               |          |                                                         |

| Avellino 31 dicembre 1988 16ª giornata | Avellino          | 0 – 0 referto | Catanzaro | Stadio Partenio\| Arbitro: \| Beschin (Legnago) \| |
| Arbitro:                               | Beschin (Legnago) |               |           |                                                    |

| Arbitro: | Nicchi (Arezzo) |

|            |           |           |
| Avanzi 11’ | Marcatori | Celestini |

| Avellino 15 gennaio 1989 18ª giornata | Avellino        | 0 – 0 referto | Barletta | Stadio Partenio\| Arbitro: \| Pucci (Firenze) \| |
| Arbitro:                              | Pucci (Firenze) |               |          |                                                  |

| Arbitro: | Ceccarini (Livorno) |

|            |           |             |
| Valoti 66’ | Marcatori | 86’ Marulla |

#### Girone di ritorno
| Taranto 29 gennaio 1989 20ª giornata | Taranto         | 0 – 0 | Avellino | Stadio Erasmo Iacovone\| Arbitro: \| Guidi (Bologna) \| |
| Arbitro:                             | Guidi (Bologna) |       |          |                                                         |

| Arbitro: | Fabricatore (Roma) |

|                         |           |  |
| Marulla 10’ Dal Prà 14’ | Marcatori |  |

| Arbitro: | Nicchi (Arezzo) |

|           |           |             |
| Savino 4’ | Marcatori | 85’ Marulla |

| Reggio Calabria 26 febbraio 1989 23ª giornata | Reggina           | 0 – 0 | Avellino | Stadio Comunale\| Arbitro: \| Beschin (Legnago) \| |
| Arbitro:                                      | Beschin (Legnago) |       |          |                                                    |

| Arbitro: | Cafaro (Grosseto) |

|                          |           |  |
| Marulla 26’ Baldieri 59’ | Marcatori |  |

| Arbitro: | Frigerio (Milano) |

|                            |           |         |
| Venturin 47’ Lucchetti 73’ | Marcatori | 85’ Moz |

| Avellino 19 marzo 1989 26ª giornata | Avellino           | 0 – 0 | Genoa | Stadio Partenio\| Arbitro: \| Di Cola (Avezzano) \| |
| Arbitro:                            | Di Cola (Avezzano) |       |       |                                                     |

| Arbitro: | F. Baldas (Trieste) |

|                                       |           |           |
| De Martino 8’ Garlini 31’, 72’ (rig.) | Marcatori | 69’ Bagni |

| Arbitro: | Dal Forno (Ivrea) |

|             |           |  |
| Dal Prà 66’ | Marcatori |  |

| Arbitro: | Fabricatore (Roma) |

|                         |           |              |
| Sorce 10’ G. Romano 90’ | Marcatori | 35’ Baldieri |

| Arbitro: | Frigerio (Milano) |

|                    |           |  |
| Sormani 56’ (rig.) | Marcatori |  |

| Empoli 23 aprile 1989 31ª giornata | Empoli             | 0 – 0 | Avellino | Stadio Carlo Castellani\| Arbitro: \| Felicani (Bologna) \| |
| Arbitro:                           | Felicani (Bologna) |       |          |                                                             |

| Arbitro: | Nicchi (Arezzo) |

|             |           |              |
| Marulla 76’ | Marcatori | 58’ Mandelli |

| Arbitro: | Beschin (Legnago) |

|                           |           |               |
| Ganz 12’, 64’ Stroppa 36’ | Marcatori | 14’ Celestini |

| Arbitro: | Coppetelli (Tivoli) |

|              |           |  |
| Baldieri 35’ | Marcatori |  |

| Arbitro: | Cornieti (Forlì) |

|             |           |            |
| Palanca 55’ | Marcatori | 7’ Sormani |

| Arbitro: | Pairetto (Torino) |

|                   |           |                      |
| Baldieri 10’, 38’ | Marcatori | 55’ Cinello 57’ Bivi |

| Arbitro: | Piana (Modena) |

|                     |           |               |
| Vincenzi 14’ (rig.) | Marcatori | 3’ A. Bertoni |

| Arbitro: | Boemo (Cervignano del Friuli) |

|           |           |            |
| Bagni 23’ | Marcatori | 13’ Ermini |

### Coppa Italia

#### Primo turno
| Arbitro: | Iori (Parma) |

|             |           |                 |
| Sormani 67’ | Marcatori | 17’ Cornacchini |

| Arbitro: | Amendolia (Messina) |

|            |           |  |
| Baggio 12’ | Marcatori |  |

| Arbitro: | Fabricatore (Roma) |

|  |           |             |
|  | Marcatori | 56’ Onorati |

| Arbitro: | Di Cola (Avezzano) |

|  |           |                  |
|  | Marcatori | 60’, 90’ M. Neri |

| Arbitro: | Beschin (Legnago) |

|               |           |               |
| Severeyns 37’ | Marcatori | 73’ Francioso |

## Statistiche

### Statistiche di squadra
| Competizione | Punti | In casa | In casa | In casa | In casa | In casa | In casa | In trasferta | In trasferta | In trasferta | In trasferta | In trasferta | In trasferta | Totale | Totale | Totale | Totale | Totale | Totale | DR |
| Competizione | Punti | G       | V       | N       | P       | Gf      | Gs      | G            | V            | N            | P            | Gf           | Gs           | G      | V      | N      | P      | Gf     | Gs     | DR |
| ------------ | ----- | ------- | ------- | ------- | ------- | ------- | ------- | ------------ | ------------ | ------------ | ------------ | ------------ | ------------ | ------ | ------ | ------ | ------ | ------ | ------ | -- |
| Serie B      | 41    | 19      | 10      | 9       | 0       | 19      | 7       | 19           | 1            | 10           | 8            | 12           | 22           | 38     | 11     | 19     | 8      | 31     | 29     | +2 |
| Coppa Italia |       | 3       | 0       | 1       | 2       | 1       | 4       | 2            | 0            | 1            | 1            | 1            | 2            | 5      | 0      | 2      | 3      | 2      | 6      | -4 |
| Totale       |       | 22      | 10      | 10      | 2       | 20      | 11      | 21           | 1            | 11           | 9            | 13           | 24           | 43     | 11     | 21     | 11     | 33     | 35     | -2 |

### Statistiche dei giocatori
| Giocatore       | Serie B  | Serie B | Serie B     | Serie B    | Coppa Italia | Coppa Italia | Coppa Italia | Coppa Italia | Totale   | Totale | Totale      | Totale     |
| Giocatore       | Presenze | Reti    | Ammonizioni | Espulsioni | Presenze     | Reti         | Ammonizioni  | Espulsioni   | Presenze | Reti   | Ammonizioni | Espulsioni |
| --------------- | -------- | ------- | ----------- | ---------- | ------------ | ------------ | ------------ | ------------ | -------- | ------ | ----------- | ---------- |
| C. Amato        | 2        | -2      | ?           | ?          | ?            | ?            | ?            | ?            | 2+       | -2+    | ?           | ?          |
| R. Amodio       | 37       | 0       | ?           | ?          | ?            | ?            | ?            | ?            | 37+      | 0+     | ?           | ?          |
| S. Bagni        | 23       | 2       | ?           | ?          | ?            | ?            | ?            | ?            | 23+      | 2+     | ?           | ?          |
| P. Baldieri     | 31       | 6       | ?           | ?          | ?            | ?            | ?            | ?            | 31+      | 6+     | ?           | ?          |
| A. Bertoni      | 36       | 2       | ?           | ?          | ?            | ?            | ?            | ?            | 36+      | 2+     | ?           | ?          |
| M. Boccafresca  | 8        | 1       | ?           | ?          | ?            | ?            | ?            | ?            | 8+       | 1+     | ?           | ?          |
| C. Celestini    | 22       | 2       | ?           | ?          | ?            | ?            | ?            | ?            | 22+      | 2+     | ?           | ?          |
| L. Dal Prà      | 31       | 2       | ?           | ?          | ?            | ?            | ?            | ?            | 31+      | 2+     | ?           | ?          |
| N. Di Leo       | 36       | -27     | ?           | ?          | ?            | ?            | ?            | ?            | 36+      | -27+   | ?           | ?          |
| C. Francioso    | 14       | 1       | ?           | ?          | ?            | ?            | ?            | ?            | 14+      | 1+     | ?           | ?          |
| C. La Spada     | 1        | 0       | ?           | ?          | ?            | ?            | ?            | ?            | 1+       | 0+     | ?           | ?          |
| M. Lo Pinto     | 13       | 0       | ?           | ?          | ?            | ?            | ?            | ?            | 13+      | 0+     | ?           | ?          |
| L. Manfredi     | 2        | 0       | ?           | ?          | ?            | ?            | ?            | ?            | 2+       | 0+     | ?           | ?          |
| L. Marulla      | 30       | 10      | ?           | ?          | ?            | ?            | ?            | ?            | 30+      | 10+    | ?           | ?          |
| P. Mastrantonio | 4        | 0       | ?           | ?          | ?            | ?            | ?            | ?            | 4+       | 0+     | ?           | ?          |
| L. Moz          | 31       | 1       | ?           | ?          | ?            | ?            | ?            | ?            | 31+      | 1+     | ?           | ?          |
| G. Murelli      | 33       | 0       | ?           | ?          | ?            | ?            | ?            | ?            | 33+      | 0+     | ?           | ?          |
| C. Perrone      | 32       | 0       | ?           | ?          | ?            | ?            | ?            | ?            | 32+      | 0+     | ?           | ?          |
| D. Pileggi      | 34       | 2       | ?           | ?          | ?            | ?            | ?            | ?            | 34+      | 2+     | ?           | ?          |
| E. Raimo        | 1        | 0       | ?           | ?          | ?            | ?            | ?            | ?            | 1+       | 0+     | ?           | ?          |
| P. Siroti       | 12       | 0       | ?           | ?          | ?            | ?            | ?            | ?            | 12+      | 0+     | ?           | ?          |
| A. Sormani      | 20       | 2       | ?           | ?          | ?            | ?            | ?            | ?            | 20+      | 2+     | ?           | ?          |
| S. Strappa      | 33       | 0       | ?           | ?          | ?            | ?            | ?            | ?            | 33+      | 0+     | ?           | ?          |